# Orientierungslauf-Weltmeisterschaften 2013
Die 30. Orientierungslauf-Weltmeisterschaften fanden vom 6. bis 14. Juli 2013 in und um Vuokatti in der nordfinnischen Landschaft Kainuu statt.
Finnland war 2013 zum vierten Mal Austragungsort der Weltmeisterschaften im Orientierungslauf. 1966 fanden die ersten Orientierungslauf-Weltmeisterschaften überhaupt im südfinnischen Fiskars statt. 1979 und 2001 war die Region um die Stadt Tampere Austragungsort der Weltmeisterschaften.

## Wettkampf-Zeitplan

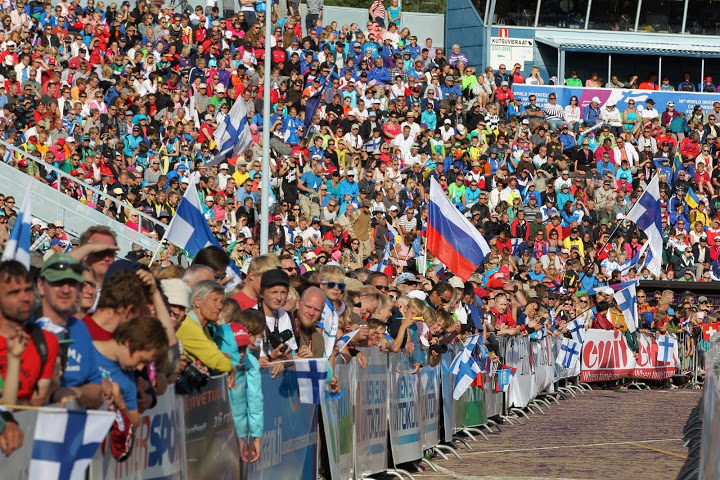
Zuschauer beim Sprintfinale im Pesäpallostadion von Sotkamo

- 7. Juli 2013: Qualifikation Langdistanz in Sotkamo
- 8. Juli 2013: Qualifikation und Finale Sprint in Vuokatti und Sotkamo, Hiukka
- 9. Juli 2013: Finale Langdistanz in Sotkamo, Kumpula
- 11. Juli 2013: Qualifikation Mitteldistanz in Vuokatti
- 12. Juli 2013: Finale Mitteldistanz in Vuokatti, Koulurinne
- 13. Juli 2013: Staffel in Vuokatti, Koulurinne

## Wettkampfgebiete und Karten
Im Vorfeld der Weltmeisterschaften wurden fünf Gebiete um Vuokatti und Sotkamo für Orientierungslaufaktivitäten gesperrt. Es handelt sich dabei um die beiden innerorts gelegenen Gelände für Qualifikation und Finale des Sprintwettbewerbs (Katinkulta in Vuokatti und Hiukka in Sotkamo), ein Gebiet südlich Vuokattis mit den beiden Wettkampfzentren Koulurinne und Koljola sowie dem Gebiet Kumpula südöstlich von Sotkamo. Ein  Reservegebiet südlich von Koljola war bis zum 7. Juni gesperrt. Die Austragungsorte zeichnen sich durch ihre einfache Erreichbarkeit aus, benötigt man doch lediglich 20 bis 30 Minuten um vom Organisationszentrum zu allen Wettkampfstandorten zu gelangen.
Die Karten wurden von Pasi Jokelainen (Koordinator, Sprint- und Trainingskarten), Rauno Asikainen (Langdistanz- und Trainingskarten), Jussi Silvennoinen (Mitteldistanz-, Staffel- und Trainingskarten), Pekka Hiltunen (Trainingskarten) und Kimmo Nykänen (Trainingskarten) erstellt. Dazu wurden Programme der finnischen Firma Mapline Oy aus Sulkava verwendet.

## Herren

### Sprint

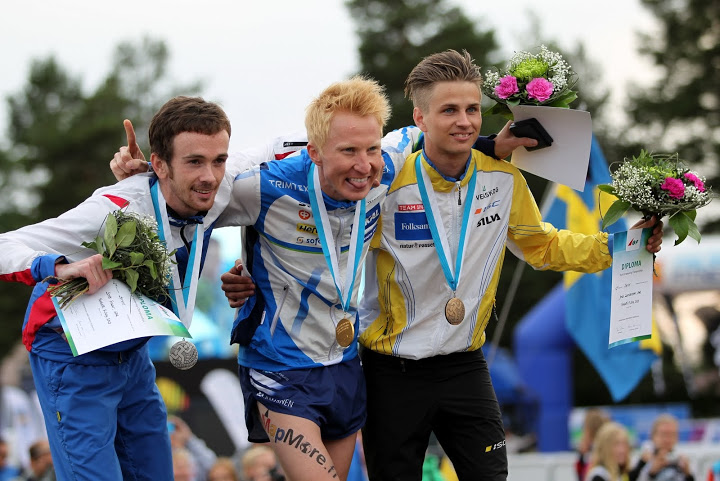
Die Medaillengewinner Fraser, Boström und Leandersson (v.l.)

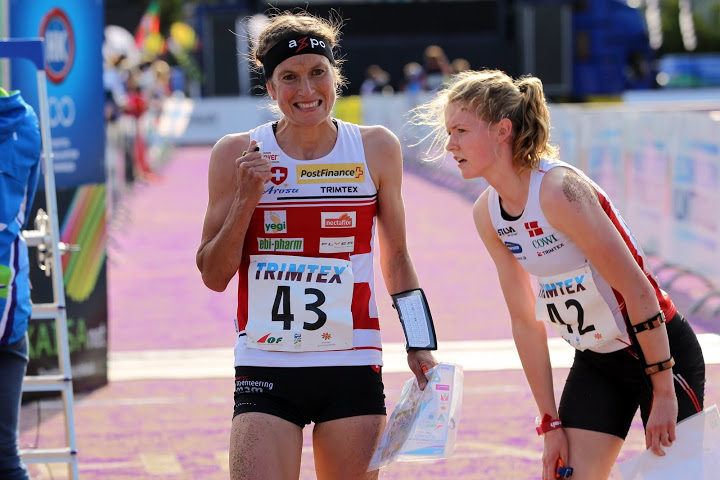
Simone Niggli (links) und Emma Klingenberg im Ziel

| Platz | Land | Athlet                | Zeit        |
| ----- | ---- | --------------------- | ----------- |
| 1     | FIN  | Mårten Boström        | 14:19,6 min |
| 2     | GBR  | Scott Fraser          | 14:36,7 min |
| 3     | SWE  | Jonas Leandersson     | 14:37,8 min |
| 4     | SUI  | Fabian Hertner        | 14:41,3 min |
| 5     | SUI  | Matthias Kyburz       | 14:45,8 min |
| 6     | DEN  | Rasmus Thrane Hansen  | 14:47,3 min |
| 7     | NOR  | Øystein Kvaal Østerbø | 14:49,4 min |
| 8     | SWE  | Jerker Lysell         | 14:52,3 min |

Qualifikation: 8. Juli 2013

Ort: Vuokatti-Katinkulta
Finale: 8. Juli 2013

Ort: Sotkamo (Karte)

Länge: 3,9 km

Steigung: 69 m

Posten: 24

### Mitteldistanz
| Platz | Land | Athlet            | Zeit      |
| ----- | ---- | ----------------- | --------- |
| 1     | RUS  | Leonid Nowikow    | 37:45 min |
| 2     | FRA  | Thierry Gueorgiou | 37:54 min |
| 3     | SWE  | Gustav Bergman    | 38:21 min |
| 4     | SUI  | Matthias Kyburz   | 39:08 min |
| 5     | SUI  | Fabian Hertner    | 39:16 min |
| 5     | SUI  | Daniel Hubmann    | 39:16 min |
| 7     | NOR  | Carl Godager Kaas | 39:21 min |
| 8     | LAT  | Edgars Bertuks    | 39:51 min |

Qualifikation: 11. Juli 2013

Ort: Vuokatti-Koljola
Finale: 12. Juli 2013

Ort: Vuokatti-Keima (Karte)

Länge: 6,3 km

Steigung: 245 m

Posten: 9

### Langdistanz

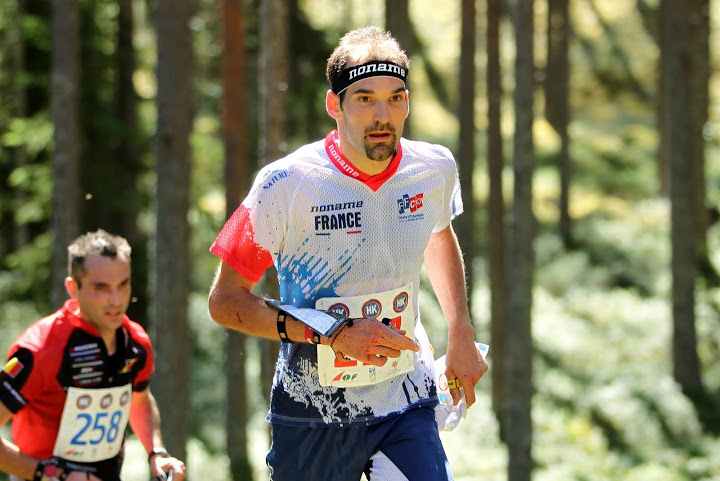
Thierry Gueorgiou bei der Qualifikation, im Hintergrund der Belgier Hendrickx Pieter

| Platz | Land | Athlet            | Zeit      |
| ----- | ---- | ----------------- | --------- |
| 1     | FRA  | Thierry Gueorgiou | 1:41:39 h |
| 2     | FIN  | Jani Lakanen      | 1:42:57 h |
| 3     | LAT  | Edgars Bertuks    | 1:43:29 h |
| 4     | RUS  | Dmitri Zwetkow    | 1:43:43 h |
| 5     | NOR  | Magne Dæhli       | 1:43:57 h |
| 6     | SUI  | Matthias Merz     | 1:44:20 h |
| 7     | SUI  | Daniel Hubmann    | 1:44:48 h |
| 8     | DEN  | Tue Lassen        | 1:46:21 h |

Qualifikation: 7. Juli 2013

Ort: Sotkamo-Törmänkangas
Finale: 9. Juli 2013

Ort: Sotkamo-Kumpula (Karte)

Länge: 19,8 km

Steigung: 610 m

Posten: 18

### Staffel
| Platz | Land | Athleten                                                | Zeit      |
| ----- | ---- | ------------------------------------------------------- | --------- |
| 1     | RUS  | Leonid Nowikow Walentin Nowikow Dmitri Zwetkow          | 1:41:47 h |
| 2     | SWE  | Anders Holmberg Peter Öberg Gustav Bergman              | 1:42:37 h |
| 3     | UKR  | Pawlo Uschkwarok Oleksandr Kratow Dennis Schtscherbakow | 1:42:55 h |
| 4     | SUI  | Matthias Merz Daniel Hubmann Matthias Kyburz            | 1:43:39 h |
| 5     | FIN  | Mårten Boström Jani Lakanen Tero Föhr                   | 1:44:55 h |
| 6     | NOR  | Øystein Kvaal Østerbø Carl Godager Kaas Magne Dæhli     | 1:45:00 h |
| 7     | EST  | Olle Kärner Timo Sild Lauri Sild                        | 1:45:50 h |
| 8     | FRA  | Frédéric Tranchand Philippe Adamski Thierry Gueorgiou   | 1:46:20 h |

Datum: 13. Juli 2013

Ort: Vuokatti-Puoliväli (Karte)

Länge: 5,2 km + 5,2 km + 5,6 km

## Damen

### Sprint
| Platz | Land | Athletin           | Zeit        |
| ----- | ---- | ------------------ | ----------- |
| 1     | SUI  | Simone Niggli      | 14:10,6 min |
| 2     | SWE  | Annika Billstam    | 14:18,7 min |
| 3     | FIN  | Venla Niemi        | 14:48,5 min |
| 4     | DEN  | Maja Alm           | 14:53,0 min |
| 5     | GBR  | Tessa Hill         | 14:58,2 min |
| 6     | RUS  | Galina Winogradowa | 15:04,3 min |
| 7     | DEN  | Emma Klingenberg   | 15:08,9 min |
| 8     | FIN  | Merja Rantanen     | 15:15,9 min |

Qualifikation: 8. Juli 2013

Ort: Vuokatti-Katinkulta
Finale: 8. Juli 2013

Ort: Sotkamo (Karte)

Länge: 3,4 km

Steigung: 50 m

Posten: 21

### Mitteldistanz
| Platz | Land | Athletin           | Zeit      |
| ----- | ---- | ------------------ | --------- |
| 1     | SUI  | Simone Niggli      | 35:25 min |
| 2     | SWE  | Tove Alexandersson | 37:10 min |
| 3     | FIN  | Merja Rantanen     | 37:59 min |
| 4     | FIN  | Minna Kauppi       | 38:39 min |
| 5     | RUS  | Irina Nyberg       | 38:45 min |
| 6     | SWE  | Annika Billstam    | 38:49 min |
| 7     | FRA  | Amélie Chataing    | 38:50 min |
| 7     | RUS  | Tatjana Rjabkina   | 38:50 min |

Qualifikation: 11. Juli 2013

Ort: Vuokatti-Koljola
Finale: 12. Juli 2013

Ort: Vuokatti-Keima (Karte)

Länge: 5,1 km

Steigung: 195 m

Posten: 9

### Langdistanz
| Platz | Land | Athletin           | Zeit      |
| ----- | ---- | ------------------ | --------- |
| 1     | SUI  | Simone Niggli      | 1:20:02 h |
| 2     | SWE  | Tove Alexandersson | 1:23:01 h |
| 3     | SWE  | Lena Eliasson      | 1:23:08 h |
| 4     | FIN  | Minna Kauppi       | 1:23:44 h |
| 5     | RUS  | Tatjana Rjabkina   | 1:23:45 h |
| 6     | FIN  | Anni-Maija Fincke  | 1:25:51 h |
| 7     | SWE  | Emma Johansson     | 1:26:32 h |
| 8     | NOR  | Mari Fasting       | 1:26:40 h |

Qualifikation: 7. Juli 2013

Ort: Sotkamo-Törmänkangas
Finale: 9. Juli 2013

Ort: Sotkamo-Kumpula (Karte)

Länge: 13,9 km

Steigung: 440 m

Posten: 12

### Staffel
| Platz | Land | Athletinnen                                                   | Zeit      |
| ----- | ---- | ------------------------------------------------------------- | --------- |
| 1     | NOR  | Heidi Bagstevold Mari Fasting Anne Margrethe Hausken Nordberg | 1:37:53 h |
| 2     | FIN  | Venla Niemi Anni-Maija Fincke Minna Kauppi                    | 1:39:07 h |
| 3     | SUI  | Sara Luescher Judith Wyder Simone Niggli                      | 1:43:44 h |
| 4     | SWE  | Emma Johansson Annika Billstam Tove Alexandersson             | 1:43:58 h |
| 5     | CZE  | Vendula Haldin Eva Juřeníková Dana Safka Brožková             | 1:45:48 h |
| 6     | RUS  | Galina Winogradowa Irina Nyberg Tatjana Rjabkina              | 1:46:29 h |
| 7     | DEN  | Maja Alm Ida Bobach Emma Klingenberg                          | 1:48:27 h |
| 8     | GBR  | Catherine Taylor Hollie Orr Claire Ward                       | 1:53:54 h |

Datum: 13. Juli 2013

Ort: Vuokatti-Puoliväli (Karte)

Länge: 4,2 km + 4,2 km + 4,4 km

## Medaillenspiegel
| Platz | Land                   | Gold | Silber | Bronze | Gesamt |
| ----- | ---------------------- | ---- | ------ | ------ | ------ |
| 1     | Schweiz                | 3    | –      | 1      | 4      |
| 2     | Russland               | 2    | –      | –      | 2      |
| 3     | Finnland               | 1    | 2      | 2      | 5      |
| 4     | Frankreich             | 1    | 1      | –      | 2      |
| 5     | Norwegen               | 1    | –      | –      | 1      |
| 6     | Schweden               | –    | 4      | 3      | 7      |
| 7     | Vereinigtes Königreich | –    | 1      | –      | 1      |
| 8     | Lettland               | –    | –      | 1      | 1      |
| 8     | Ukraine                | –    | –      | 1      | 1      |